# Nassella ancoraimensis
Nassella ancoraimensis är en gräsart som beskrevs av Félix P. Rojas. Nassella ancoraimensis ingår i släktet nassellor, och familjen gräs. Inga underarter finns listade i Catalogue of Life.